# Black Lives Matter Plaza
Black Lives Matter Plaza (oficialmente Black Lives Matter Plaza Northwest) fue una sección peatonal de dos manzanas de longitud de la Sixteenth Street NW situada en el Downtown Washington D. C. (Estados Unidos). La plaza fue renombrada por la alcaldesa Muriel Bowser el 5 de junio de 2020, después de que el Departamento de Obras Públicas pintara las palabras «Black Lives Matter» en letras mayúsculas amarillas de 11 m de altura en la calzada de la calle, junto con la bandera del Distrito de Columbia, como parte de las protestas por el asesinato de George Floyd.

## Nombre
El 5 de junio de 2020, durante las protestas por el asesinato de George Floyd, el Departamento de Obras Públicas de Washington D. C. pintó las palabras «Black Lives Matter» en letras mayúsculas amarillas de 11 m de altura, junto con la bandera del Distrito de Columbia, en la calzada de la Sixteenth Street NW, al norte de Lafayette Square, parte del Parque del Presidente, y cerca de la Casa Blanca, con la ayuda del programa MuralsDC de dicho departamento. Ese mismo día, la alcaldesa de Washington D. C., Muriel Bowser, anunció que esa parte de la calle había sido renombrada oficialmente Black Lives Matter Plaza, junto con la colocación de un letrero. Cuando anunció el cambio de nombre, dijo: «Breonna Taylor, en el día de tu cumpleaños, pongámonos de pie con determinación». En una conferencia de prensa explicó: «Hay personas que están anhelando ser vistas y escuchadas y que se reconozca su humanidad. Tuvimos la oportunidad de enviar ese mensaje alto y claro en una calle muy importante de nuestra ciudad». En octubre de 2020, el Concejo del Distrito de Columbia votó a favor de mantener el nombre de manera permanente.

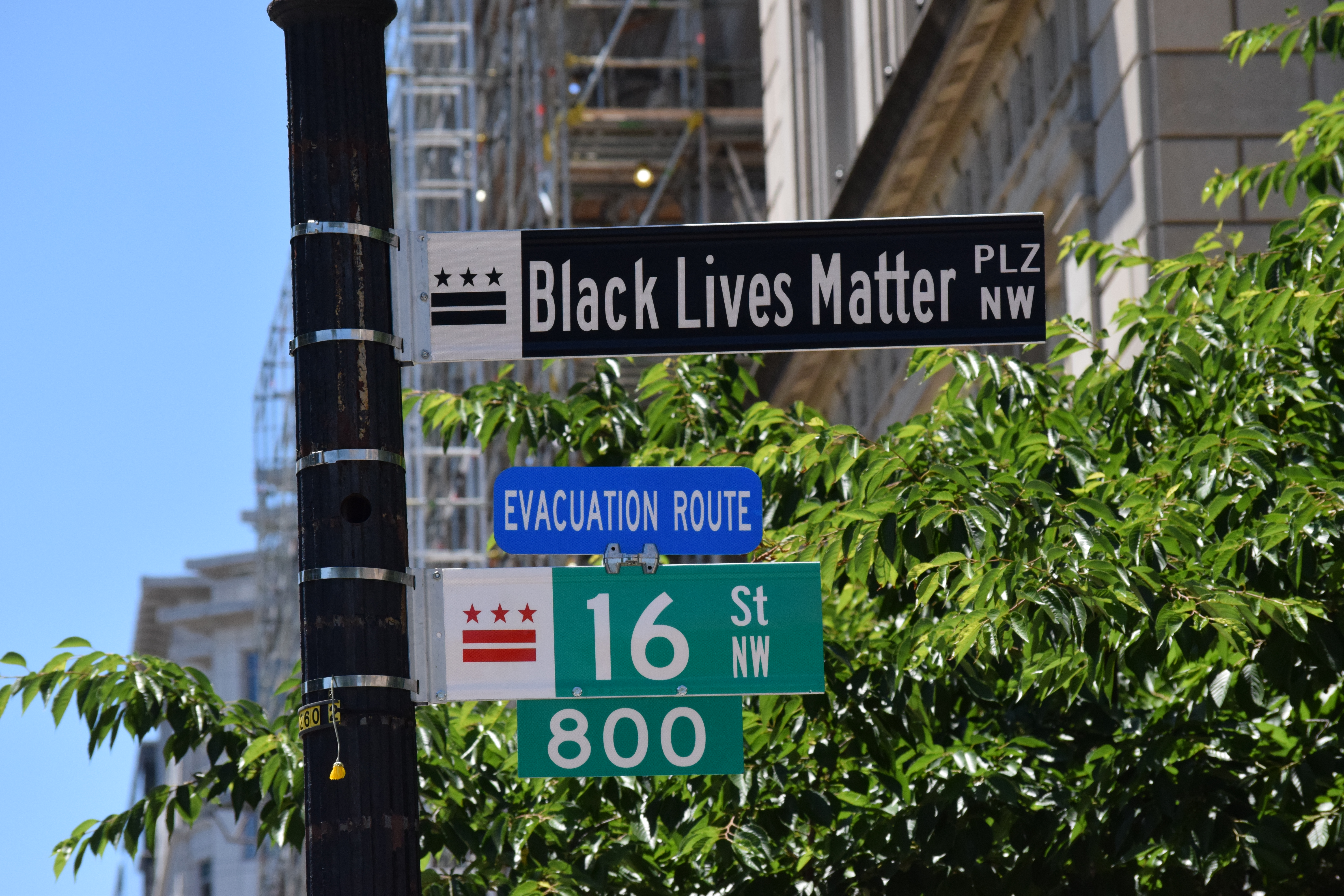
Letrero de Black Lives Matter Plaza. Los letreros son negros con letras blancas. Este estilo de letrero es único de la Black Lives Matter Plaza en Washington D. C.

Muchos han visto el cambio de nombre de la calle no solo como una reacción a las protestas sino como parte de ellas. La decisión de la alcaldesa Bowser de renombrar el segmento de la Sixteenth Street NW como un lugar de reunión pública o plaza seguía el precedente para el cambio de nombre conmemorativo de calles de la ciudad, de acuerdo con el Code of the District of Columbia.
En septiembre de 2020, de acuerdo con WUSA9, la Administración Federal de Carreteras, el gabinete de la alcaldesa Bowser y los negocios de la zona habían iniciado conversaciones para retirar el mural y el letrero de la calle, aunque el gobierno federal no había realizado ninguna petición formal.
El 11 de mayo de 2021, las letras amarillas fueron cubiertas con pintura «temporalmente», según el gabinete de la alcaldesa Bowser. Bowser afirmó que «justo ahora estamos pasando por un proceso para hacer que la instalación sea más permanente, con iluminación, paisajismo y todas las cosas que esperarías en una instalación de arte emblemática… para instalar esta obra de arte con un mensaje muy firme que no solo necesitan escuchar nuestros residentes, sino las personas de todo el mundo».

## Ubicación

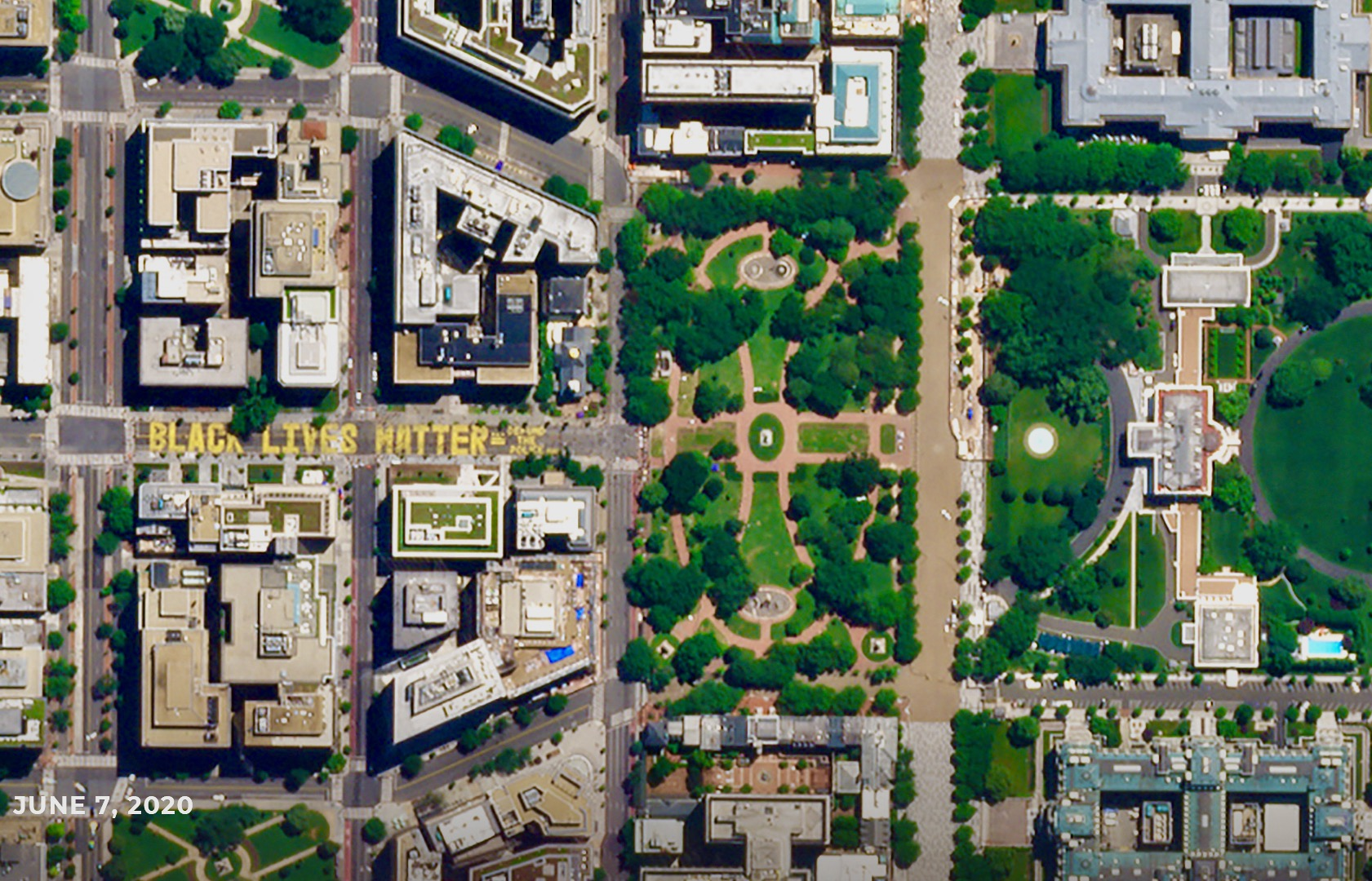
La Black Lives Matter Plaza de Washington D. C. vista desde el aire el 8 de junio de 2020.

La plaza es una sección de dos manzanas de longitud de la Sixteenth Street NW, comprendida entre la K Street al norte y la H Street al sur, situada al norte del Parque del Presidente, en el barrio de Downtown del noroeste de Washington D. C.

## Reacción
La United States Park Police reaccionó ante las manifestaciones erigiendo una barrera de seguridad temporal de 2,1 m de altura en el límite norte del parque, que fue usada por los manifestantes para colocar mensajes.

### Respuesta de la comunidad

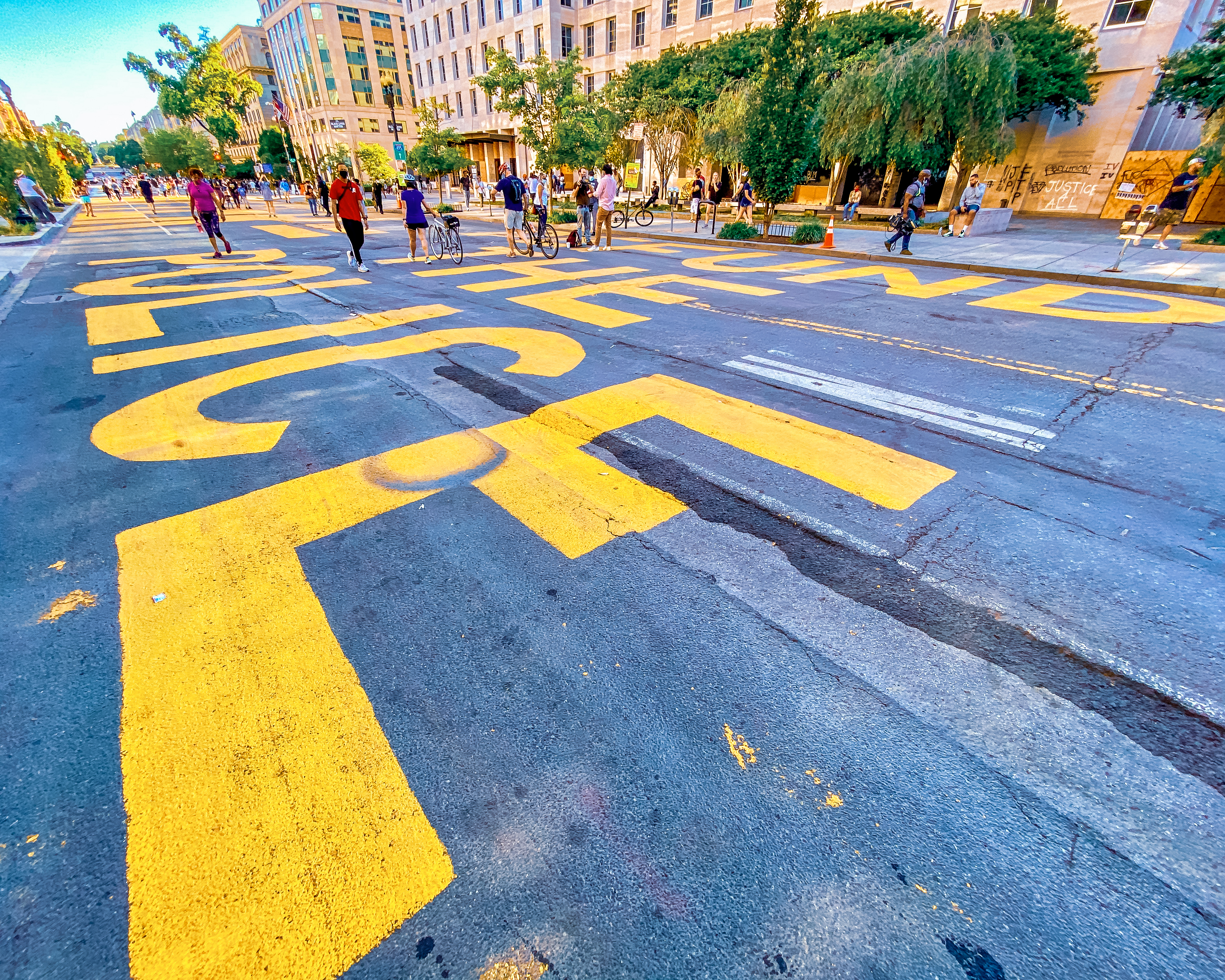
El texto «Defund the Police» añadido por los activistas al mural.

El grupo Black Lives Matter DC criticó el cambio de nombre afirmando que los actos eran «una distracción escenificada de los cambios de política reales». El 6 de junio, manifestantes de Black Lives Matter pintaron «Defund the Police» en las mismas letras amarillas con las que la ciudad había pintado «Black Lives Matter». Los manifestantes también pintaron de negro las tres estrellas de la bandera del Distrito de Columbia, de manera que desde el aire la calzada rezaba «BLACK LIVES MATTER = DEFUND THE POLICE». Posteriormente se añadieron de nuevo las estrellas de la bandera del Distrito de Columbia.

### Desafío legal
Un grupo de organizaciones religiosas, incluidas Warriors for Christ y las Special Forces of Liberty, presentaron el 12 de junio de 2020 una demanda federal contra Bowser por el cambio de nombre de la plaza. Los Warriors for Christ son descritos por el Southern Poverty Law Center como un «grupo de odio anti-LGBT». La demanda sostiene que Black Lives Matter es un «culto al humanismo secular» y una organización religiosa, y que por tanto la acción de Bowser de renombrar la plaza supondría respaldar una religión, violando así la separación entre la Iglesia y el Estado. La demanda solicita que se retire el mural y que la plaza reciba un nuevo nombre más secular, así como que se muestren diferentes pancartas que den el mismo espacio a otros grupos.